# 正義的英雄
正義的英雄（日語：セイギノヒーロー／正義のヒーロー）是科樂美在2004年11月推出的街機光線槍射擊遊戲，結合了同廠的ザ・警察官和Lethal Enforcers（臺譯：致命雙槍）兩個系列以及香港電影《鎗王》（Double Tap）的實戰射擊（IPSC）。

## 故事簡介
2005年1月11日，一支由日本陸上防衛隊（本遊戲對陸上自衛隊的稱呼）關東方面隊第8普通科連隊佔據了國會議事堂，脅持了包括日本首相在內的12位國會議員，並開始發動政變。
而在前一年（2004年），日本亦先後發生了五次大型事故——包括秋葉原槍擊案、不明來歷船隻企圖進入日本領海、指定暴力團「極道會」佔據地鐵站、激進份子佔據機場以及恐怖份子佔據核電廠，這五宗事件已令到市民人心惶惶；幸好有一班被稱為「正義的英雄」的人們—包括警察、海洋保安廳（本遊戲對海上保安廳的稱呼）人員以及陸上防衛隊隊員，都一一地解決了。而今次關乎到國家未來的政變，能否一如以往地化解呢？

## 基本規則
1. 玩者要把光線槍向著畫面，以控制角色躲避及前進
2. 遇到敵人攻擊時，要把光線槍指向上或向下；以便及時避彈及補彈（Reload）
3. 不可射向市民、同僚和國會議員，否則將失去數秒的時間及降級
4. 若被敵人以任何方式擊中的話，除了失去數秒的時間和降級外，更會失去一次殘機數；全失的話便Game Over
5. 必須在限時前到達目的地，否則便Game Over；若能按時到達的話，便會升級和到達下一關

## 關數介紹
1. ザ・警察官　～真昼の大捜査線～ / Cops in the city（扮演角色：軍裝警員）
2. あの不審船を追え　海上保安法の行方 / Coast Intruders （扮演角色：海洋保安廳人員）
3. ライバル刑事 / Rival Heat （扮演角色：便衣探員）
4. 突入!大空港24時 / Airport 2004 （扮演角色：警察機動部隊隊員）
5. リーサル・エンフォーサーズ3 / Justice & Judgement （扮演角色：陸上防衛隊隊員）
6. セイギノヒーロー / Lethal Enforcers 3　（扮演角色：特警隊隊員）（註：必須完成首五關後才可進入此最後一關）

## 秘技
- 若能擊中持有公事包的敵人，會獲加五秒時間。
- 使用女警員：入錢後，把光線槍向畫面外連射十二次；並在最後一下時按着不放和用另一隻手按Start掣。成功的話便可在競爭模式或個人模式中使用該角色了。
- 進入高難度模式：入錢後，把光線槍向畫面外連射十八次；並在最後一下時按着不放和用另一隻手按Start掣。
- 使用女警員及進入高難度模式：入錢後，把光線槍向畫面外連射二十四次；並在最後一下時按着不放和用另一隻手按Start掣。

## 外部連結
- 本遊戲官方網頁 （页面存档备份，存于）
- 嘉禾電影：鎗王 （页面存档备份，存于）
- IPSC官方網頁 （页面存档备份，存于）